# Ariana Jollee

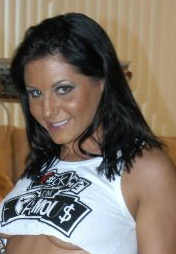
Ariana Jollee (2005)

Ariana Jollee (* 29. September 1982 auf Long Island, New York als Laura Jennifer David) ist eine US-amerikanische Pornodarstellerin.
Die 1,57 m kleine, dunkelhaarige Jollee ist seit März 2003 im Pornogeschäft und trat seitdem in über 400 Filmen auf, überwiegend Gonzofilme für Produktionsfirmen im San Fernando Valley. Bei einigen Filmen führte sie auch selbst Regie. Von ihr dargestellte Praktiken sind Squirting, Creampie, Analverkehr und Doppelpenetration. Auch Gangbang-Szenen zeigt sie, zum Beispiel drehte sie im September 2004 in Prag einen Film mit 65 Männern. Sie arbeitete mit Darstellern wie Manuel Ferrara und Peter North zusammen.

## Auszeichnungen
2004 und 2005 erhielt sie von der XRCO den XRCO Award in der Kategorie Superslut. 2005 erhielt sie zusammen mit mehreren anderen Darstellerinnen und Darstellern für eine Szene in Orgy World 7 einen AVN Award in der Kategorie Best Group Sex Scene – Video.